# ラ・マッダレーナ島
ラ・マッダレーナ島 (ラ・マッダレーナとう、isola della Maddalena) は、ラ・マッダレーナ諸島を代表する島である。諸島を代表するコムーネのラ・マッダレーナがある。

## ラ・マッダレーナ島にゆかりの人物
- ドメニコ・ミッレリーレ
- ジュゼッペ・ガリバルディ
- ベニート・ムッソリーニ
- ジャン・マリア・ヴォロンテ